# NN-152
La carretera NN‑152 es una vía departamental secundaria ubicada en el municipio de San Rafael del Sur, dentro del departamento de Managua. Es un eje vial que permite el tránsito entre el área urbana del municipio y zonas agrícolas y ganaderas al sur.

## Trazado y cruces
| km  | Localidad / Punto  | Departamento | Conexión / Ruta           |
| --- | ------------------ | ------------ | ------------------------- |
| 0,0 | San Rafael del Sur | Managua      | NN 151                    |
| 4,3 | El Tempisque       | Managua      | Camino rural              |
| 9,4 | El Salto           | Managua      | Fin de ruta departamental |

## Coordenadas
Uno de los tramos de la NN‑152 puede ser encontrado en las coordenadas: 11°51′53″N 86°21′55″O / 11.8647, -86.3654